# Пітер Макнамара
Пітер Макнамара (англ. Peter McNamara; 5 липня 1955 – 20 липня 2019) — колишній австралійський професійний тенісист, переможець Відкритого чемпіонату Австралії та Вімблдону в парному розряді.
Здобув п'ять одиночних та дев'ятнаднадцять парних титулів туру ATP.
Найвищу одиночну позицію світового рейтингу — 7 місце досяг 14 березня 1983, парну — 3 місце — 13 грудня 1982 року.
Завершив кар'єру 1987 року.

## Фінали

### Одиночний розряд (5 титулів, 7 поразок)
| Результат | Ранг | Рік  | Турнір                      | Покриття  | Опонент          | Рахунок                 |
| --------- | ---- | ---- | --------------------------- | --------- | ---------------- | ----------------------- |
| Перемога  | 1.   | 1979 | German Open, Німеччина      | Ґрунт     | Патріс Домінгес  | 6–4, 6–0, 6–7, 6–2      |
| Поразка   | 1.   | 1979 | Ґштад, Швейцарія            | Ґрунт     | Ульріх Піннер    | 2–6, 4–6, 5–7           |
| Перемога  | 2.   | 1980 | Брюссель, Бельгія           | Ґрунт     | Балаж Тароці     | 7–6, 6–3, 6–0           |
| Поразка   | 2.   | 1980 | Melbourne Indoor, Австралія | Килим (i) | Вітас Ґерулайтіс | 5–7, 3–6                |
| Перемога  | 3.   | 1981 | Гамбург, Німеччина          | Ґрунт     | Джиммі Коннорс   | 7–6, 6–1, 4–6, 6–4      |
| Перемога  | 4.   | 1981 | Melbourne Indoor, Австралія | Килим (i) | Вітас Герулайтіс | 6–4, 1–6, 5–5 ret.      |
| Поразка   | 3.   | 1982 | Дельрей-Біч, США            | Ґрунт     | Іван Лендл       | 4–6, 6–4, 4–6, 5–7      |
| Поразка   | 4.   | 1982 | Франкфурт, Німеччина        | Килим (i) | Іван Лендл       | 2–6, 2–6                |
| Поразка   | 5.   | 1982 | Гамбург, Німеччина          | Ґрунт     | Хосе Їгерас      | 4–6, 6–7, 7–6, 6–3, 6–7 |
| Поразка   | 6.   | 1982 | Венеція, Італія             | Ґрунт     | Хосе Луїс Клерк  | 6–7, 1–6                |
| Поразка   | 7.   | 1982 | Tokyo Indoor, Японія        | Килим (i) | Джон Макінрой    | 6–7, 5–7                |
| Перемога  | 5.   | 1983 | Брюссель, Бельгія           | Килим (i) | Іван Лендл       | 6–4, 4–6, 7–6           |

### Парний розряд (19 титулів, 10 поразок)
| Результат | Ранг | Рік  | Турнір                                            | Покриття   | Партнер         | Опоненти                                | Рахунок                 |
| --------- | ---- | ---- | ------------------------------------------------- | ---------- | --------------- | --------------------------------------- | ----------------------- |
| Поразка   | 1.   | 1975 | Sydney International, Австралія                   | Трава      | Кріс Кехел      | Марк Едмондсон Джон Маркс               | 1–6, 1–6                |
| Перемога  | 1.   | 1979 | Ніцца, Франція                                    | Ґрунт      | Пол Макнамі     | Павел Сложил Томаш Шмід                 | 6–1, 3–6, 6–2           |
| Перемога  | 2.   | 1979 | Каїр, Єгипет                                      | Ґрунт      | Пол Макнамі     | Ананд Амрітрадж Віджай Амрітрадж        | 7–5, 6–4                |
| Перемога  | 3.   | 1979 | Брюссельський столичний регіон, Бельгія           | Ґрунт      | Біллі Мартін    | Карлус Кірмайр Балаж Тароці             | 5–7, 7–5, 6–4           |
| Перемога  | 4.   | 1979 | Палермо, Італія                                   | Ґрунт      | Пол Макнамі     | Ісмаїл Ель-Шафей Джон Фівер             | 7–5, 7–6                |
| Перемога  | 5.   | 1979 | New South Wales Open 1979, Австралія              | Трава      | Пол Макнамі     | Стів Дочерті Christopher Lewis          | 7–6, 6–3                |
| Перемога  | 6.   | 1979 | Відкритий чемпіонат Австралії з тенісу, Melbourne | Трава      | Пол Макнамі     | Кліфф Летчер Пол Кронк                  | 7–6, 6–2                |
| Перемога  | 7.   | 1980 | Х'юстон, США                                      | Ґрунт      | Пол Макнамі     | Марті Ріссен Шервуд Стюарт              | 6–4, 6–4                |
| Поразка   | 2.   | 1980 | Форест-Гіллс, США                                 | Ґрунт      | Пол Макнамі     | Пітер Флемінг Джон Макінрой             | 2–6, 7–5, 2–6           |
| Перемога  | 8.   | 1980 | Вімблдонський турнір, London                      | Трава      | Пол Макнамі     | Robert Lutz Стен Сміт                   | 7–6, 6–3, 6–7, 6–4      |
| Поразка   | 3.   | 1980 | Swedish Open, Швеція                              | Ґрунт      | Джон Фівер      | Гайнц Ґюнтгардт Маркус Гюнтгардт        | 4–6, 4–6                |
| Перемога  | 9.   | 1980 | Sydney, Австралія                                 | Трава      | Пол Макнамі     | Вітас Ґерулайтіс Браян Готтфрід         | 6–2, 6–4                |
| Поразка   | 4.   | 1980 | Australian Open, Melbourne                        | Трава      | Пол Макнамі     | Марк Едмондсон Кім Ворвік               | 5–7, 4–6                |
| Перемога  | 10.  | 1981 | Masters Парний розряд WCT, London                 | Килим (i)  | Пол Макнамі     | Віктор Амая Генк Пфістер                | 6–3, 2–6, 3–6, 6–3, 6–2 |
| Поразка   | 5.   | 1981 | Гамбург, Німеччина                                | Ґрунт      | Пол Макнамі     | Ганс Гільдемайстер Андрес Гомес         | 4–6, 6–3, 4–6           |
| Перемога  | 11.  | 1981 | Штуттґард, Німеччина                              | Ґрунт      | Пол Макнамі     | Марк Едмондсон Майк Естеп               | 2–6, 6–4, 7–6           |
| Перемога  | 12.  | 1981 | North Conway, США                                 | Ґрунт      | Гайнц Гюнтхардт | Павел Сложил Ферді Тейган               | 6–7, 7–5, 6–4           |
| Поразка   | 6.   | 1981 | Відкритий чемпіонат США з тенісу, New York        | Тверде     | Гайнц Гюнтхардт | Peter Fleming Джон Макінрой             | def.                    |
| Перемога  | 13.  | 1981 | Sawgrass Doubles, США                             | Ґрунт      | Гайнц Гюнтхардт | Роберт Луц Стен Сміт                    | 7–6, 3–6, 7–6, 5–7, 6–4 |
| Перемога  | 14.  | 1981 | Melbourne Indoor, Австралія                       | Килим (i)  | Пол Кронк       | Шервуд Стюарт Ферді Тейган              | 3–6, 6–3, 6–4           |
| Перемога  | 15.  | 1981 | Sydney, Австралія                                 | Трава      | Пол Макнамі     | Генк Пфістер Джон Седрі                 | 6–7, 7–6, 7–6           |
| Перемога  | 16.  | 1982 | Мілан, Італія                                     | Килим (i)  | Гайнц Гюнтхардт | Марк Едмондсон Шервуд Стюарт            | 7–6, 7–6                |
| Перемога  | 17.  | 1982 | Мастерс Монте-Карло, Монако                       | Ґрунт      | Пол Макнамі     | Марк Едмондсон Шервуд Стюарт            | 6–7, 7–6, 6–3           |
| Поразка   | 7.   | 1982 | Х'юстон, США                                      | Ґрунт      | Марк Едмондсон  | Кевін Каррен Стів Дентон                | 5–7, 4–6                |
| Перемога  | 18.  | 1982 | Wimbledon, London                                 | Трава      | Пол Макнамі     | Peter Fleming Джон Макінрой             | 6–3, 6–2                |
| Поразка   | 8.   | 1982 | Сан-Паулу, Бразилія                               | Ґрунт      | Ферді Тейган    | Карлус Кірмайр Кассіу Мотта             | 3–6, 1–6                |
| Перемога  | 19.  | 1983 | Мемфіс, США                                       | Килим (i)  | Пол Макнамі     | Тім Галліксон Том Галліксон             | 6–3, 5–7, 6–4           |
| Поразка   | 9.   | 1985 | Бостон, США                                       | Ґрунт      | Пол Макнамі     | Лібор Пімек Слободан Живоїнович         | 6–2, 4–6, 6–7           |
| Поразка   | 10.  | 1986 | Sydney, Австралія                                 | Тверде (i) | Пол Макнамі     | Борис Бекер Джон Фіцджеральд (тенісист) | 4–6, 6–7                |